# Патара
Патара (ликийски език: Pttara, на старогръцки: Πάταρα) е древен ликийски град. Намира се в Мала Азия на територията на съвременна Турция в околностите на село Гелемиш. Това е eдин от най-големите градове и главното пристанище на Ликийския съюз. Той има голямо стратегическо и търговско значение. В древни времена е известен в гръцкия свят със светилището на Аполон и оракула и е родно място на Николай Чудотворец.
Разположен е в равнина, заобиколена от хълмове и включва в древни времена голямо естествено пристанище. На североизток от пристанището е хълмът Тепецик, на който има разкопки от бронзовата епоха. По-късният град е разположен на юг и запад от този хълм. Мястото на оракула и на храма на Аполон не са намерени.
Счита се, че Патара е основан от Патар (на гръцки: Πάταρος), син на Аполон. Разположен е на разстояние 60 стадии на югоизток от устието на река Ксант. Патара е известен в древността заради своя храм на Аполон и оракула, втори след този на Делфи. Херодот казва, че оракулът на Аполон е предаден от жрица. Изглежда сигурно, че Патара получава дорийски заселници от Крит и поклонението на Аполон със сигурност е дорийско. Древните писатели споменават Патара като един от основните градове на Ликия. Това е първото морско пристанище на Ликия и водещ град на Ликийската лига.
Градът, с останалата част от Ликия, се предава на Александър Велики през 333 г. пр.н.е. По време на войните на Диадохите, той е окупиран на свой ред от Антигон и Диметрий, преди да попадне в плен на Птолемеите. Страбон ни информира, че Птолемей от Египет, който разширява града, му дава името Арсиное (Arsinoë) посвещавайки го на Арсиноя II от Египет, неговата съпруга и сестра, но тя продължава да се нарича с древното си име Патара. Антиох III превзема Патара през 196 г. пр.н.е. Родейците окупират града и като римски съюзник градът с останалата част от Ликия получава свободата си през 167 г. пр.н.е. През 88 г. пр.н.е. градът претърпява обсада от Митридат IV, цар на Понтийското царство и е пленен от Брут и Касий, по време на кампанията им срещу Марк Антоний и Август. Патара е официално анексирана от Римската империя през 43 г.
Патара се споменава в Новия завет като мястото, където Павел от Тарс и Лука сменят кораби.